# Oops!... I Did It Again
Oops!... I Did It Again è il secondo album in studio della cantante statunitense Britney Spears, pubblicato il 16 maggio 2000 dall'etichetta discografica Jive Records.

## Descrizione
Dopo la fine del ...Baby One More Time Tour, la Spears tornò a New York la settimana del 20 settembre 1999 per iniziare le registrazioni del suo secondo album, effettivamente iniziate nel novembre dello stesso anno. Il 7 gennaio 2000, la Spears era arrivata circa a metà del processo di registrazione, lavorando sia negli Stati Uniti che in Svezia. In quel periodo la cantante rivelò che l'album sarebbe stato un po' più funky del precedente. Lei dice: "Quando ho registrato il primo album, avevo appena compiuto sedici anni. Voglio dire, quando guardo la copertina dell'album, mi viene da dire 'Oh, mio dio'. Questo album sarà completamente diverso. Ho finito di registrare in Svezia le prime sei tracce due mesi fa, e il materiale è assolutamente più funkie. E di sicuro è più maturo perché sono cresciuta anche come persona".
Il secondo album della carriera della Spears contiene promozioni di Max Martin, Eric Foster White, Diane Warren, Babyface, e altri. La Spears fu messa sotto costante pressione per il nuovo album a causa del successo commerciale di ...Baby One More Time. Al riguardo, affermò: "È abbastanza difficile raggiungere i dieci milioni. Ma dopo aver ascoltato il nuovo materiale ed averlo registrato, mi sento molto fiduciosa".

## Promozione

### Singoli
- Oops!...I Did It Again è stato estratto nel marzo 2000 come primo singolo. Raggiunge la vetta in Australia, Paesi Bassi, Italia, Nuova Zelanda, Norvegia, Regno Unito, Spagna, Svezia, Svizzera e nella Billboard Pop 100.
- Lucky è stato estratto come secondo singolo nell'agosto 2000. Raggiunge la vetta in Austria, Germania, Svezia e Svizzera.
- Stronger è stato estratto come terzo singolo nel novembre 2000. Avendo un discreto successo, raggiunge la vetta solo in Italia.
- Come quarto singolo e ultimo è stato scelto Don't Let Me Be the Last to Know, pubblicato a livello mondiale nel marzo 2001. Raggiunge la vetta solo in Romania.

### Singoli promozionali
- You Got It All fu rilasciato lo stesso giorno della pubblicazione dell'album in formato cd singolo solo per il mercato inglese.
- When Your Eyes Say It doveva in principio essere rilasciato come quarto singolo dall'album e si iniziò anche a registrare il video musicale ma subito fu sostituito con Don't Let Me Be the Last to Know e allora venne rilasciato come singolo promozionale solo per il mercato statunitense e francese il 10 gennaio 2001 in formato cd singolo rilasciando anche il video promozionale in versione modificata con pezzi originali e con esibizioni live, uniti insieme.

## Accoglienza
| Recensione           | Giudizio |
| -------------------- | -------- |
| AllMusic             |          |
| Entertainment Weekly | B        |
| NME                  |          |
| Rolling Stone        |          |

Oops!... I Did It Again ha ottenuto recensioni positive da parte dei critici musicali. Su Metacritic, sito che assegna un punteggio normalizzato su 100 in base a critiche selezionate, l'album ha ottenuto un punteggio medio di 72 basato su dodici recensioni.
David Browne di Entertainment Weekly ha detto: "La maggior parte delle tracce smentisce la critica secondo cui tutto il teen pop si risolve semplicemente in sorrisi e coreografie". MTV Asia ha dato all'album otto stelle su dieci, affermando: "L'album ha un titolo ingannevole, in genere i fan sentono che Britney si è migliorata, e che questo è un ottimo secondo album. Britney è armata con un look da popstar più matura, canzoni più forti e pop, e ovviamente una maggior esposizione ai media". Anche Billboard ha scritto che "Oops!... è permeato da una miscela attentamente studiata di familiare pop/funk, R&B e di power-ballad. Oops!.. posiziona stabilmente Spears come giovane donna che viene a patti con il suo potere interiore – e questo è un messaggio maledettamente buono da offrire a un pubblico suggestionabile».
Rolling Stone ha assegnato all'album tre stelle e mezzo su cinque, indicandolo come "una fantastica cannonata pop, con più e migliori canzoni pre-fabbricate di quelle ottenute da 'N Sync o Backstreet Boys".
Allmusic ha assegnato quattro stelle su cinque, dicendo: "Ha la stessa combinazione di ballate sentimentali e sgargianti canzoni dance-pop che erano già presenti in ...Baby One More Time".

## Controversie

### Accuse di plagio
La Spears e la sua casa discografica furono citate in giudizio da due musicisti che chiesero il riconoscimento dei diritti d'autore, affermando che due canzoni dell'album erano state copiate da una loro canzone. Michael Cottril e Lawrence Wnukowski presentarono un caso di violazione di copyright contro la Spears, la Zomba Recording Corp, la Jive Records, la Wright Entertainment Group e la BMG Music Publishing.
Secondo Cottrill e Wnukowski, le canzoni della Spears What U See (Is What U Get) e Can't Make You Love Me sono "virtualmente identiche" a una loro canzone. Cottrill e Wnukowski sostennero che nel 1999 avevano scritto e registrato una canzone intitolata What You See Is What You Get. Dissero che la canzone era stata proposta a uno dei rappresentanti della Spears in considerazione di un futuro album. Dissero che la canzone fu rifiutata, ma aggiunsero che le canzoni della Spears citate in giudizio avevano la stessa melodia.
Cottrill e Wnukowski persero però la causa in primo grado e in appello.

## Tracce
1. Oops!... I Did It Again – 3:31 (Max Martin, Rami Yacoub)
2. Stronger – 3:23 (Max Martin, Rami Yacoub)
3. Don't Go Knockin' on My Door – 3:43 (Max Martin, Jake, Alexander Kronlund, Rami Yacoub)
4. (I Can't Get No) Satisfaction – 4:23 (Mick Jagger, Keith Richards)
5. Don't Let Me Be the Last to Know – 3:50 (Robert Lange, Shania Twain, Keith Scott)
6. What U See (Is What U Get) – 3:36 (Per Magnusson, David Kreuger, Jörgen Elofsson, Rami Yacoub)
7. Lucky – 3:26 (Max Martin, Rami Yacoub, Alexander Kronlund)
8. One Kiss from You – 3:23 (Steve Lunt)
9. Where Are You Now – 4:39 (Max Martin, Andreas Carlsson)
10. Can't Make You Love Me – 3:17 (Max Martin, Kristian Lundin, Andreas Carlsson)
11. When Your Eyes Say It – 4:06 (Diane Warren)
12. Dear Diary – 2:46 (Britney Spears, Jason Blume, Eugene)

Tracce della versione internazionale
1. Girl In The Mirror – 3:36 (Jorgen Elofsson)
2. Dear Diary – 2:46 (Britney Spears, Jason Blume, Eugene)

Tracce della versione asiatica
1. Girl In The Mirror – 3:36 (Jorgen Elofsson)
2. You Got It All – 4:09 (Rupert Holmes)
3. Dear Diary – 2:46 (Britney Spears, Jason Blume, Eugene)

Tracce delle versioni speciali asiatica, australiana, giapponese, inglese e messicana
1. Girl In The Mirror – 3:36 (Jorgen Elofsson)
2. You Got It All – 4:09 (Rupert Holmes)
3. Heart – 3:01 (George Teren, Eugene Wilde)
4. Dear Diary – 2:46 (Britney Spears, Jason Blume, Eugene Wilde)

CD aggiunto nella versione speciale asiatica
1. Oops!... I Did It Again (Music video) – 4:20
2. Lucky (Music Video) – 4:14
3. Stronger (Music Video) – 3:47
4. Oops!... I Did It Again (Karaoke) – 4:17
5. Lucky (Karaoke) – 4:18
6. Stronger (Karaoke) – 3:46

CD aggiuntivo nella versione speciale australiana
1. Don't Let Me Be the Last to Know – 3:49
2. Don't Let Me Be the Last to Know (Hex Hector Radio Mix) – 3:59
3. Don't Let Me Be the Last to Know (Hex Hector Club Mix) – 10:12
4. Stronger (Mac Quayle Mixshow) – 5:21
5. Stronger (Pablo La Rosa's Transformation) – 7:24
6. Oops!... I Did It Again (Video) – 4:10
7. Lucky (Video) – 4:08
8. Stronger (Video) – 3:36
9. Don't Let Me Be the Last to Know (Video) – 3:50

CD aggiuntivo nell'edizione francese
1. You Got It All – 4:09 (Rupert Holmes)
2. Oops!... I Did It Again (Music Video) – 3:30
3. Lucky (Music Video) – 3:20
4. From The Bottom Of My Broken Heart (Music Video) – 4:29

- Extra: Photo Gallery

### Edizione definitiva per tutto il mondo di fine 2003
Nel novembre 2003, una settimana dopo l'uscita del quarto album In The Zone, sono state pubblicate in tutto il mondo le ristampe dei tre albums precedenti, recanti bollino giallo con la scritta Now With All The Best Bonus Tracks! che negli anni a venire sono sempre state distribuite in questo nuovo formato (anche se senza più il bollino giallo, che dopo un po' venne rimosso). Da allora l'album Oops!...I Did It Again viene venduto in tutto il mondo con la tracklist completa da 15 tracce.
Messaggi di Britney nell'album
Questo album presenta tre punti in cui sono inserite delle brevi parti parlate di Britney Spears di circa mezzo minuto ciascuna, che servono come interlude tra un brano e l'altro. Il primo di questi spoken message è in fondo alla traccia 3, il secondo in fondo alla traccia 6 e il terzo è in fondo alla penultima traccia dell'album, cioè quella che in ogni edizione precede Dear Diary: nelle edizioni americane da 12 tracce è When Your Eyes Say It, nelle edizioni europee da 13 è Girl In The Mirror, nelle edizioni asiatiche da 14 è You Got It All, nelle edizioni giapponesi, australiane e infine mondiali a partire da fine 2003 da 15 tracce è Heart; la quale si trova senza il messaggio parlato solamente nel cd singolo Lucky.

## Successo commerciale
Negli Stati Uniti Oops!... I Did It Again ha venduto 500 000 copie nelle sue prime 24 ore e ha successivamente debuttato alla prima posizione della Billboard 200 vendendo 1 319 193 copie,, segnando il suo secondo debutto consecutivo alla prima posizione e il miglior debutto di un'artista donna nella classifica statunitense, record mantenuto fino al 2015, quando Adele l'ha battuto con il suo album 25; nella sua seconda settimana, l'album è sceso alla seconda posizione vendendo 612 000 copie.
L'album è rimasto 84 settimane in classifica ed è certificato disco di diamante.
Fuori dagli Stati Uniti Oops!... I Did It Again ha avuto un enorme successo, raggiungendo la prima posizione in varie nazioni tra cui Francia, Germania, Paesi Bassi, Svezia e Svizzera e top 2 in Australia, Nuova Zelanda e Regno Unito.

## Classifiche

### Classifiche settimanali
| Classifica (2000) | Posizione massima |
| ----------------- | ----------------- |
| Australia         | 2                 |
| Austria           | 1                 |
| Belgio (Fiandre)  | 1                 |
| Belgio (Vallonia) | 1                 |
| Canada            | 1                 |
| Danimarca         | 2                 |
| Finlandia         | 2                 |
| Francia           | 1                 |
| Germania          | 1                 |
| Giappone          | 4                 |
| Irlanda           | 3                 |
| Italia            | 5                 |
| Malaysia          | 2                 |
| Norvegia          | 1                 |
| Nuova Zelanda     | 2                 |
| Paesi Bassi       | 1                 |
| Polonia           | 10                |
| Portogallo        | 1                 |
| Regno Unito       | 2                 |
| Slovacchia        | 4                 |
| Spagna            | 2                 |
| Stati Uniti       | 1                 |
| Svezia            | 1                 |
| Svizzera          | 1                 |
| Ungheria          | 1                 |

### Classifiche di fine anno
| Classifica (2000) | Posizione |
| ----------------- | --------- |
| Australia         | 14        |
| Austria           | 5         |
| Belgio (Fiandre)  | 8         |
| Belgio (Vallonia) | 3         |
| Danimarca         | 16        |
| Francia           | 20        |
| Germania          | 3         |
| Nuova Zelanda     | 13        |
| Paesi Bassi       | 13        |
| Regno Unito       | 19        |
| Stati Uniti       | 4         |
| Svizzera          | 4         |
| Classifica (2001) | Posizione |
| Austria           | 68        |
| Belgio (Fiandre)  | 75        |
| Belgio (Vallonia) | 89        |
| Francia           | 129       |
| Germania          | 69        |
| Stati Uniti       | 28        |
| Svizzera          | 50        |

### Classifiche di fine decennio
| Classifica (2000-09) | Posizione |
| -------------------- | --------- |
| Stati Uniti          | 6         |